# Bazilio Olara Okello
Bazilio Olara Okello (1929 - 9 janvier 1990) est un officier militaire ougandais et l'un des commandants de l'Armée de libération nationale de l'Ouganda (UNLA) qui, avec l'armée tanzanienne, renverse Idi Amin Dada en 1979. En 1985, il est brièvement le président du Conseil militaire et de facto chef de l’État de l'Ouganda, puis, plus tard, lieutenant général et chef des forces armées.

## Biographie
Au cours de la guerre civile en Ouganda entre l'UNLA (qui était alors l'armée nationale) et Yoweri Museveni de l'Armée de résistance nationale, le président Milton Obote de l'ethnie Acholi aliène une grande partie du corps des officiers, y compris Olara Okello et le général Tito Okello, en nommant son confrère d'ethnie Lango, le brigadier Smith Opon Acak, en tant que chef d'état-major de l'armée. Le 27 juillet 1985, une brigade de l'armée de l'UNLA commandée par Olara Okello, composée principalement de troupes d'Acholi, organise un coup d'État contre le gouvernement de Milton Obote et prend le pouvoir. L'Assemblée nationale est dissoute et un conseil militaire est créé. Entre le 27 et le 29 juillet 1985, Olara Okello est président du Conseil militaire et chef d'État du pays de facto.
Le 29 juillet, le général Tito Okello remplace Olara Okello à la présidence du Conseil militaire, et Olara Okello est promu du grade de brigadier à celui de lieutenant-général et nommé chef des forces armées. Il commande l'armée jusqu'à ce que Yoweri Museveni de l'Armée de résistance nationale prend le pouvoir le 26 janvier 1986. À cette occasion, Olara Okello fuit en exil au Soudan, où il vit jusqu'à sa mort, à l'hôpital Omdurman de Khartoum le 9 janvier 1990.